# 우후루 (인공위성)
우후루는 세계 최초의 X선 관측선이다. 목적은 블랙홀, 은하, 중성자별 등의 X선을 관측하는 것이다. 여러 다른 이름으로는 X-ray 익스플로어, SAS-A, SAS-1, 익스플로어 42 등으로 불리기도 한다. 가장 대표적인 성과는 여러 개의 X선 사진을 찍고, 시그너스-1의 사진을 찍고 여러 연구 결과를 보냈으며, 게성운 펄사의 자전속도, 크기, 자기장 세기 등을 밝혀낸 것이다. 특이사항으로 이 이름은 스와힐리어로 자유라는 뜻이고, 스티븐 호킹과 킵 손의 대결에서 스티븐 호킹에게 패배를 안겨준 탐사선이다.

## 역사와 제작 배경
익스플로어 42의 탐사선으로 우후루와 함께 여러 탐사선이 제출되었다. 이후 우후루가 세계 최초로 엑스선을 관측하는 것이 임무라는 보고서를 제출해 NASA는 이 탐사선을 익스플로어 42로 선출되었다.

## 지원, 개발, 투자
- NASA
- GSFC